# Івадейл (Техас)
Івадейл (англ. Evadale) — переписна місцевість (CDP) в США, у окрузі Джеспер штату Техас. Населення — 1246 осіб (2020).

## Географія
Івадейл розташований за координатами 30°19′37″ пн. ш. 94°3′7″ зх. д. / 30.32694° пн. ш. 94.05194° зх. д. (30.327002, -94.051956).  За даними Бюро перепису населення США в 2010 році переписна місцевість мала площу 45,83 км², з яких 44,10 км² — суходіл та 1,73 км² — водойми.

## Демографія
Згідно з переписом 2010 року, у переписній місцевості мешкали 1483 особи в 553 домогосподарствах у складі 418 родин. Густота населення становила 32 особи/км².  Було 615 помешкань (13/км²).
Расовий склад населення:
| - 97,4 % — білих - 0,1 % — корінних американців - 0,1 % — чорних або афроамериканців - 1,4 % — осіб інших рас |

До двох чи більше рас належало 0,9 %. Частка іспаномовних становила 2,2 % від усіх жителів.
За віковим діапазоном населення розподілялося таким чином: 28,0 % — особи молодші 18 років, 57,6 % — особи у віці 18—64 років, 14,4 % — особи у віці 65 років та старші. Медіана віку мешканця становила 37,4 року. На 100 осіб жіночої статі у переписній місцевості припадало 104,0 чоловіків;  на 100 жінок у віці від 18 років та старших — 98,9 чоловіків також старших 18 років.
Середній дохід на одне домашнє господарство  становив 58 265 доларів США (медіана — 46 250), а середній дохід на одну сім'ю — 63 188 доларів (медіана — 57 833). Медіана доходів становила 40 000 доларів для чоловіків та 43 030 доларів для жінок. За межею бідності перебувало 3,0 % осіб, у тому числі 2,4 % дітей у віці до 18 років та 1,0 % осіб у віці 65 років та старших.
Цивільне працевлаштоване населення становило 457 осіб. Основні галузі зайнятості: будівництво — 35,7 %, освіта, охорона здоров'я та соціальна допомога — 18,4 %, виробництво — 14,9 %.